# Michael Rahoza

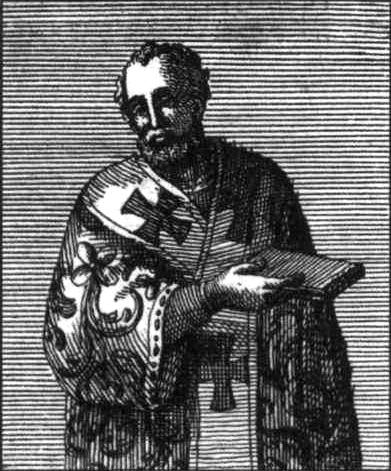
Metropolit Michael

Michael Rahoza (polnisch Michał Rahoza, ukrainisch Михайло Рогоза, Mychajlo Rohosa, russisch Михаил Рогоза, Michail Rogosa, * um 1540 in Wolhynien, Königreich Polen; † 1599, Königreich Polen-Litauen) war ein orthodoxer und unierter Metropolit von Kiew (1589–1599).

## Leben
Rahosa wurde um 1540 in einer Adelsfamilie in Wolhynien geboren. In Wilna (Vilnius) war er Schreiber beim dortigen Woiwoden. Später wurde er Mönch im Himmelfahrtskloster in Minsk. 1579 wurde er Archimandrit (Abt) des Klosters. Seit 1582 leitete er das Dreifaltigkeitskloster in Sluzk.
1589 wurde er durch König Sigismund III. zum Metropoliten von Kiew, Halitsch und der ganzen Rus berufen. Patriarch Jeremias II. von Konstantinopel, der zu dieser Zeit in Wilna war, weihte ihn.
Michael bemühte sich um umfassende Reformen der Kirche, stieß dabei jedoch auf Widerstand von Teilen des Klerus. Seit 1594 wirkte er aktiv an Bestrebungen zu einer Union der ruthenischen orthodoxen Kirche im Königreich Polen-Litauen mit der römisch-katholischen Kirche in Rom mit. 1595 wurde ein von ihm mit entworfener Vorschlag von König Sigismund III. und Papst Clemens VIII. gebilligt und 1596 auf einer Synode in Brest verabschiedet.
Metropolit Michael blieb bis zu seinem Tod 1599 Oberhaupt der neuen unierten Kirche.